# Gynoplistia digitifera
Gynoplistia digitifera là một loài ruồi trong họ Limoniidae. Chúng phân bố ở miền Australasia.